# Schweizerischer Burgenverein
Der Schweizerische Burgenverein ist ein Verein zur Erhaltung und Erforschung von Burgen und Ruinen innerhalb der Schweiz. 
Der Verein ist bestrebt, die mittelalterliche Kultur, insbesondere Burgenbau und Alltagsleben auf der Burg, einem breiten Kreis interessierter Leute nahezubringen. Neben der Zeitschrift Mittelalter – Moyen Age – Medioevo – Temp Medieval gibt der Schweizerische Burgenverein die Buchreihe Schweizer Beiträge zur Kulturgeschichte und Archäologie des Mittelalters heraus. Daneben werden Exkursionen unter der Leitung von Fachleuten und Vortragsreihen veranstaltet. Präsidentin ist seit 2003 Renata Windler. Der Schweizerische Burgenverein hat heute etwa 1200 Mitglieder. Er gehört seit 1975 der Schweizerischen Akademie der Geistes- und Sozialwissenschaften an.

## Geschichte
Der heutige Verein entstand 1927 als Schweizerische Vereinigung zur Erhaltung der Burgen und Ruinen, zu einer Zeit, als der Historismus zu Ende kam. Erster Präsident war der Architekt Eugen Probst, Gründungsmitglied war unter anderem Erwin Poeschel. Mitglied konnte jedermann werden. Zunächst stand die Erhaltung von Burgen und Ruinen im Vordergrund, später kam die archäologische Forschung dazu. Unter dem zweiten Präsidenten Hugo Schneider (Präsident 1955–1972) vollzog sich der Wandel zur wissenschaftlichen Ausrichtung des Vereins. 1959 erfolgte die Umbenennung auf den heutigen Namen. Aus ersten Ansätzen in den 1930er und 1940er Jahren begann sich die Burgenarchäologie als eigener Forschungszweig zu etablieren. Unter dem Nachfolger von Präsident Schneider, Werner Meyer (Präsident 1973–1997), übernahmen die archäologischen Aufgaben immer mehr die kantonalen Archäologen und Denkmalpfleger; der Burgenverein sah seine Aufgabe vermehrt in der Herausgabe wissenschaftlicher Publikationen. Von 1997 bis 2003 wurde der Verein von Heinrich Boxler präsidiert, der 2003 von Renata Windler abgelöst wurde. Seit 2014 ist der Archäologe Daniel Gutscher Präsident der Vereinigung. 
Das Publikationsorgan hiess von 1927 bis 1958 Nachrichten des Schweizerischen Vereinigung zur Erhaltung der Burgen und Ruinen und von 1959 bis 1995 Nachrichten des Schweizerischen Burgenvereins.